# Parc Mengqingyuan
 (Août 2020).
Le parc Mengqingyuan est un parc à thème de protection de l'environnement de la rivière Suzhou qui fait de la vulgarisation pour pousser les connaissances en matière de protection de l'environnement et met en valeur la gestion globale de la rivière Suzhou. Il est situé au 130 Yichang Road, dans le district de Putuo, à Shanghai, sur la rive sud de la rivière Suzhou, à l'ouest de Yichang Road et à l'est de Jiangning Road Bridge. Il couvre une superficie de 8,6 hectares, y compris l'ancienne brasserie de Shanghai. Il a été achevé et ouvert en juin 2005.

## Site de l'ancienne brasserie de Shanghai
La brasserie de Shanghai a été construite en 1933 – 1934 et mise en service en 1935. La superficie totale de construction est d'environ 32 700 mètres carrés. En 1999, l'immeuble de bureaux de la brasserie, l'atelier d'embouteillage et l'atelier de brassage ont été inclus dans le troisième lot des bâtiments historiques exceptionnels (上海市优秀历史建筑 (cn)) de Shanghai . 
Début 2002, la brasserie de Shanghai a été relocalisée et le site et les parcelles environnantes ont été utilisés pour construire des espaces verts. Il fait maintenant partie du parc de Mengqingyuan. 

### Atelier de remplissage original (Mengqing pavillon)
Le pavillon Mengqing est situé du côté de Yichang Road. Il a été reconstruit à partir de l'atelier d'embouteillage de la brasserie d'origine. Sa superficie de construction est de 6 500 mètres carrés.
Le pavillon Mengqing présente les réalisations faites pour protéger la rivière Suzhou. L'espace d'exposition couvre une superficie de 3 200 mètres carrés et se compose de trois parties, chaque étage ayant son thème : impression de Suzhou Creek, le coût de la forte pollution et le futur Suzhou Creek.

### Atelier de brassage originel
L'atelier originel de brassage est adjacent à la rivière Suzhou. Le bâtiment a une structure en acier-béton[pas clair] . Le bâtiment d'origine avait neuf étages et a été partiellement démoli en 2002. C'est maintenant un hôtel.

## Autres installations
Le jardin de Mengqingyuan abrite  une zone humide artificielle. L'eau de Suzhou Creek est oxygénée par les chutes d'eau, purifiée par les zones humides et de nouveau oxygénée par les chutes d'eau, puis retourne vers Suzhou Creek. Un réservoir de stockage d'un volume de 25 000 m³ est creusé six mètres sous le parc. Collectant les eaux de pluie ainsi que d'autres sources de pollution diffuse, il protège le plan d'eau de la rivière Suzhou.  

## Informations et transport
- Heures d'ouverture: les samedis et dimanches de 9 h 15 à 16 h 15 ; les mardis et mercredis sur rendez-vous.
- Métro: station Zhongtan Road (lignes 3 et ligne 4).